# Vadet
Vadet (originaltitel The Ledge) är en novell av den amerikanske författaren Stephen King från 1978. Novellen handlar om en man, som är älskare till en kvinna som redan har en partner. Kvinnans man säger till honom att han antingen kan klättra runt höghuset de sitter i, eller åka fast för planterat knark i hans bil. Mannen väljer att med bara händerna ta sig runt huset, på utsidan.